# 高甫村
高甫村（たかほむら）は長野県上高井郡にあった村。現在の須坂市中心部の南方にあたる。

## 地理
- 山：妙徳山
- 河川：百々川、鮎川

## 歴史
- 1889年（明治22年）4月1日 - 町村制の施行により、八町村・野辺村の区域をもって発足。
- 1955年（昭和30年）1月1日 - 須坂市に編入。同日高甫村廃止。

## 出身有名人
- 松沢令之助